# بیمارستان ابن سینا (همدان)
بیمارستان ابن سینا بیمارستانی است درمانی وابسته به نیروی زمینی ارتش جمهوری اسلامی ایران واقع در همدان است.